# PQ–18-as konvoj

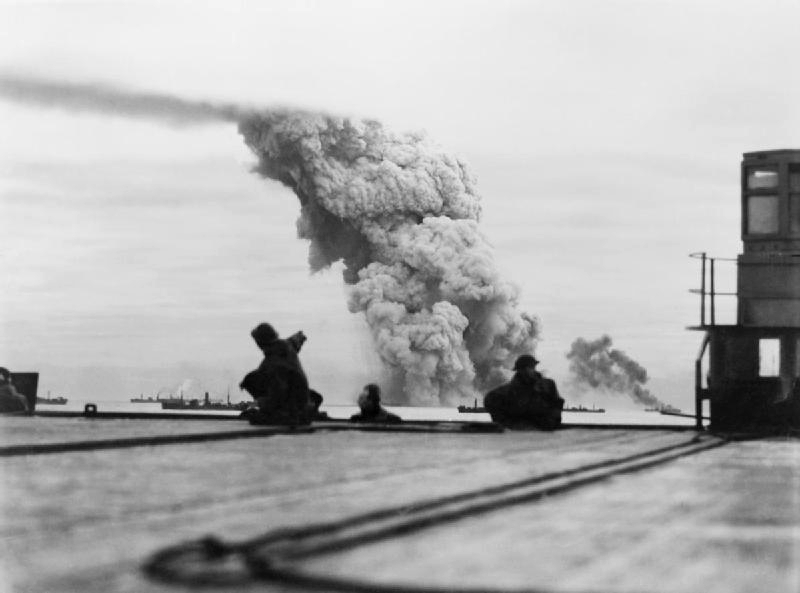
A távolban a Mary Luckenbach lángol

A PQ–18-as konvoj egy hajókaraván volt, amelyet a szövetségesek a második világháború során a Szovjetunióba indítottak. A PQ kód azt jelentette, hogy a rakomány nyugatról tart a Szovjetunióba, a 18 a sorszámát jelöli. A teherhajók és kísérőik 1942. szeptember 2-án indultak el a Loch Ewe öbölből. A 44 hajóból 13-at elsüllyesztettek a németek. A többiek 1942. szeptember 21-én érték el az arhangelszki kikötőt.
1942. szeptember 13-án az U–408 német tengeralattjáró két hajót lőtt ki a karavánból, 150 kilométerre a Spitzbergáktól délnyugatra. Az első a szovjet Sztálingrád volt, amely robbanószereket és harckocsikat szállított. A torpedó bal oldalon, középtájon, a szénraktárnál érte. A hajó kevesebb mint négy perc alatt elmerült. A fedélzeten tartózkodó 87 emberből 21 meghalt. Öt és fél perccel a támadás után az amerikai Olvier Ellsworth is találatot kapott. A hajó 7200 tonna lőszert és fedélzetén repülőgépeket szállított. A legénység egy tagja életét vesztette.
Másnap az U–457 megtorpedózta a 9400 tonna fűtőolajat szállító Atheltemplart. A lángoló tankert a legénység elhagyta. A roncsot végül az U–408 küldte hullámsírba.

### Kereskedelmi hajók
| A hajó neve          | Nemzetisége        | Vízkiszorítása (brt) |
| -------------------- | ------------------ | -------------------- |
| Africander*          | Panama             | 5441                 |
| André Marty          | Szovjetunió        | 2352                 |
| Atheltemplar**       | Egyesült Királyság | 8992                 |
| Black Ranger         | Egyesült Királyság | 3417                 |
| Campfire             | Egyesült Államok   | 5671                 |
| Charles R. McCormick | Egyesült Államok   | 6027                 |
| Copeland             | Egyesült Királyság | 1526                 |
| Dan-Y-Brin           | Egyesült Királyság | 5117                 |
| Empire Baffin        | Egyesült Királyság | 6978                 |
| Empire Beaumont*     | Egyesült Királyság | 7044                 |
| Empire Morn          | Egyesült Királyság | 7092                 |
| Empire Snow          | Egyesült Királyság | 6327                 |
| Empire Stevenson*    | Egyesült Királyság | 6209                 |
| Empire Tristram      | Egyesült Királyság | 7167                 |
| Esek Hopkins         | Egyesült Államok   | 7191                 |
| Exford               | Egyesült Államok   | 4969                 |
| Goolistan            | Egyesült Királyság | 5851                 |
| Gray Ranger          | Egyesült Királyság | 3313                 |
| Hollywood            | Egyesült Államok   | 5498                 |
| John Penn*           | Egyesült Államok   | 7177                 |
| Kentucky*            | Egyesült Államok   | 5446                 |
| Komilesz             | Szovjetunió        | 3962                 |
| Lafayette            | Egyesült Államok   | 6978                 |
| Macbeth*             | Egyesült Államok   | 4935                 |
| Mary Lukenbach*      | Egyesült Államok   | 5049                 |
| Meanticut            | Egyesült Államok   | 6061                 |
| Nathaniel Greene     | Egyesült Államok   | 7177                 |
| Ocean Faith          | Egyesült Királyság | 7173                 |
| Oligarch             | Egyesült Királyság | 6894                 |
| Oliver Ellsworth**   | Egyesült Államok   | 7191                 |
| Oregonian*           | Egyesült Államok   | 4862                 |
| Patrick Henry        | Egyesült Államok   | 7191                 |
| Petrovszkij          | Szovjetunió        | 3771                 |
| Sahale               | Egyesült Államok   | 5028                 |
| Schoharie            | Egyesült Államok   | 4971                 |
| St. Olaf             | Egyesült Államok   | 7191                 |
| Sztálingrád**        | Szovjetunió        | 3559                 |
| Szuhona*             | Szovjetunió        | 3214                 |
| Tbiliszi             | Szovjetunió        | 7169                 |
| Temple Arch          | Egyesült Királyság | 5138                 |
| Virginia Dare        | Egyesült Államok   | 7176                 |
| Wacosta*             | Egyesült Államok   | 5432                 |
| White Clover         | Panama             | 5462                 |
| William Moultrie     | Egyesült Államok   | 7177                 |

* A hajót repülőgép süllyesztette el

** A hajót az U–408 pusztította el

### Kísérő hajók
| A hajó neve      | Nemzetisége        | Típus                      |
| ---------------- | ------------------ | -------------------------- |
| HMS Achates      | Egyesült Királyság | Romboló                    |
| HMS Alynbank     | Egyesült Királyság | Légelhárító hajó           |
| HMS Amazon       | Egyesült Királyság | Romboló                    |
| HMS Anson        | Egyesült Királyság | Csatahajó                  |
| HMS Arab         | Egyesült Királyság | Felfegyverzett halászhajó  |
| HMS Ashanti      | Egyesült Királyság | Romboló                    |
| HMS Avenger      | Egyesült Királyság | Kísérő repülőgép-hordozó   |
| HMS Bergamot     | Egyesült Királyság | Korvett                    |
| HMS Bluebell     | Egyesült Királyság | Korvett                    |
| HMS Bramham      | Egyesült Királyság | Kísérő romboló             |
| HMS Britomart    | Egyesült Királyság | Aknaszedő                  |
| HMS Bryony       | Egyesült Királyság | Korvett                    |
| HMS Bulldog      | Egyesült Királyság | Romboló                    |
| HMS Camellia     | Egyesült Királyság | Korvett                    |
| HMS Campbell     | Egyesült Királyság | Romboló                    |
| HMS Cape Argona  | Egyesült Királyság | Felfegyverzett halászhajó  |
| HMS Cape Mariato | Egyesült Királyság | Felfegyverzett halászhajó  |
| HMS Cowdray      | Egyesült Királyság | Kísérő romboló             |
| HMS Cumberland   | Egyesült Királyság | Nehézcirkáló               |
| HMS Daneman      | Egyesült Királyság | Felfegyverzett halászhajó  |
| HMS Duke of York | Egyesült Királyság | Csatahajó                  |
| HMS Escapade     | Egyesült Királyság | Romboló                    |
| HMS Echo         | Egyesült Királyság | Romboló                    |
| HMS Eclipse      | Egyesült Királyság | Romboló                    |
| HMS Eskdale      | Egyesült Királyság | Kísérő romboló             |
| HMS Eskimo       | Egyesült Királyság | Romboló                    |
| HMS Farndale     | Egyesült Királyság | Kísérő romboló             |
| HMS Faulknor     | Egyesült Királyság | Romboló                    |
| HMS Fury         | Egyesült Királyság | Romboló                    |
| HMS Gleaner      | Egyesült Királyság | Aknaszedő                  |
| Gremjascsij      | Szovjetunió        | Romboló                    |
| HMS Halcyon      | Egyesült Királyság | Aknaszedő                  |
| HMS Hazard       | Egyesült Királyság | Aknaszedő                  |
| HMS Hugh Walpoe  | Egyesült Királyság | Felfegyverzett halászhajó  |
| HMS Impulsive    | Egyesült Királyság | Romboló                    |
| HMS Intrepid     | Egyesült Királyság | Romboló                    |
| HMS Jamaica      | Egyesült Királyság | Könnyűcirkáló              |
| HMS Keppel       | Egyesült Királyság | Romboló                    |
| HMS King Sol     | Egyesült Királyság | Felfegyverzett halászhajó  |
| Kujbisev         | Szovjetunió        | Romboló                    |
| HMS London       | Egyesült Királyság | Cirkáló                    |
| HMS Mackay       | Egyesült Királyság | Romboló                    |
| HMS Marne        | Egyesült Királyság | Romboló                    |
| HMS Martin       | Egyesült Királyság | Romboló                    |
| HMS Meteor       | Egyesült Királyság | Romboló                    |
| HMS Milne        | Egyesült Királyság | Romboló                    |
| HMS Montrose     | Egyesült Királyság | Romboló                    |
| HMS Norfolk      | Egyesült Királyság | Nehézcirkáló               |
| HMS Oakley       | Egyesült Királyság | Kísérő romboló             |
| HMS Offa         | Egyesült Királyság | Romboló                    |
| HMS Onslaught    | Egyesült Királyság | Romboló                    |
| HMS Onslow       | Egyesült Királyság | Romboló                    |
| HMS Opportune    | Egyesült Királyság | Romboló                    |
| HMS P 614        | Egyesült Királyság | Tengeralattjáró            |
| HMS P 615        | Egyesült Királyság | Tengeralattjáró            |
| HMS Paynter      | Egyesült Királyság | Felfegyverzett halászhajó  |
| HMS Salamander   | Egyesült Királyság | Aknaszedő                  |
| HMS Saxifrage    | Egyesült Királyság | Korvett                    |
| HMS Scylla       | Egyesült Királyság | Könnyűcirkáló              |
| HMS Sharpshooter | Egyesült Királyság | Aknaszedő                  |
| HMS Sheffield    | Egyesült Királyság | Könnyűcirkáló              |
| Szokrusityelnij  | Szovjetunió        | Romboló                    |
| HMS Somali       | Egyesült Királyság | Kísérő romboló             |
| HMS St. Kenan    | Egyesült Királyság | Felfegyverezett halászhajó |
| HMS Suffolk      | Egyesült Királyság | Nehézcirkáló               |
| HMS Tartar       | Egyesült Királyság | Romboló                    |
| HMS Ulster Queen | Egyesült Királyság | Légelhárító-hajó           |
| Urickij          | Szovjetunió        | Romboló                    |
| HMS Venomous     | Egyesült Királyság | Romboló                    |
| HMS Wheatland    | Egyesült Királyság | Kísérő romboló             |
| HMS Wilton       | Egyesült Királyság | Romboló                    |
| HMS Windsor      | Egyesült Királyság | Romboló                    |
| HMS Worcester    | Egyesült Királyság | Romboló                    |